# San Giorgio Librino - San Giuseppe La Rena Zia Lisa Villaggio Sant'Agata
Il VI Municipio "San Giorgio Librino - San Giuseppe La Rena Zia Lisa Villaggio Sant'Agata" è una suddivisione amministrativa del comune di Catania.

## Geografia
L'area del VI Municipio è localizzata nella parte meridionale del territorio comunale di Catania, ed è stato istituito nel 2013 dall'accorpamento della IX (San Giorgio-Librino) e della X Municipalità (San Giuseppe la Rena-Zia Lisa). Essa comprende i seguenti quartieri, rioni e frazioni:
- Acquicella
- Bicocca
- Codavolpe
- Fontanarossa
- Forcìle o San Giuseppe la Rena
- Fossa della Creta
- Gelso Bianco
- Junghetto
- Librino (contrade: Bummacaro, Cardinale, Castagnola, Nitta, Pozzillo)
- Melisimi
- Pantano d'Arci
- Passo Cavaliere
- Passo Martino
- Passo del Fico
- Pigno
- Plaia
- Primosole o Foce del Simeto - Bartoli
- Reitano
- San Giorgio
- Sigonella
- Vaccarizzo
- Villaggio Delfino
- Villaggio Paradiso degli Aranci o San Francesco La Rena
- Villaggio Sant'Agata
- Villaggio Santa Maria Goretti
- Zia Lisa

Il municipio, il maggiore per estensione, confina a nord con i municipi Centro Storico e Monte Po Nesima - San Leone Rapisardi, a sud con i comuni di Carlentini e Lentini, in provincia di Siracusa, a ovest con i comuni di Belpasso, Misterbianco e Motta Sant'Anastasia, e ad est è bagnato dal Golfo di Catania.
Il suo territorio forma l'estrema periferia sud del capoluogo etneo, che a ovest vede Librino come il maggior insediamento dell'area, seguito dal Villaggio Sant'Agata e dalla Zia Lisa, caratterizzati dalla presenza di insediamenti abitativi di edilizia residenziale pubblica. A est sono invece presenti la Plaia con il suo litorale costiero, e più a sud il Pantano d'Arci in cui è localizzata la zona industriale del capoluogo etneo.

## Società
Al 1º gennaio 2018, la popolazione residente nel VI Municipio era di 60.316 unità, pari al 19% della popolazione comunale. Nello stesso periodo, la popolazione straniera residente era di 744 unità, pari all'1,2% del totale.

### Istituzioni, enti e associazioni
La sede istituzionale del VI Municipio è ubicata allo Stradale San Giorgio 27, nel quartiere San Giorgio.
A Librino dal 2018 è attivo il presidio ospedaliero San Marco dell'AOU Policlinico-San Marco.

## Economia
L'economia del VI Municipio è quella che presenta maggiore dinamicità per la presenza della zona industriale di Pantano d'Arci e Passo Martino, sorta nella seconda metà del XX secolo, in cui hanno sede gli stabilimenti delle multinazionali STMicroelectronics (microelettronica) e Pfizer (farmaceutici), e numerose imprese medio-piccole e piccole, che operano principalmente nei settori edilizio, meccanico, metallurgico, impiantistica elettrica, energia, commercio all'ingrosso e dettaglio, trasporti. 
Significativo anche il ruolo del commercio, soprattutto per la presenza al Pigno del centro commerciale, "Le Porte di Catania", inaugurato nel 2010, che sorge su un'area di 52.000 m².
Importante è l'attività turistica per la presenza degli stabilimenti balneari alla Plaia e a Vaccarizzo.

## Infrastrutture e trasporti
I quartieri del municipio sono regolarmente serviti da diverse linee di autobus del servizio urbano espletato dall'AMTS, nonché dagli autobus del servizio extraurbano dell'AST.
La maggiore infrastruttura del territorio è certamente rappresentata dall'Aeroporto di Catania-Fontanarossa, attivo dal 1924 ed uno più importanti a livello nazionale per traffico e numero di passeggeri. L'aeroporto è servito da una stazione ferroviaria posta sul tronco comune alle linee Messina-Siracusa, Palermo-Catania, Catania-Agrigento e Catania-Gela.
La stazione ferroviaria di Fontanarossa è posta a livello intermedio fra le stazioni Catania Acquicella e Bicocca.

### Sport
Nel territorio del VI Municipio sorgono i seguenti impianti sportivi:
- il PalaNitta, palazzetto dello sport ubicato a Librino;
- la Piscina comunale "Playa", nell'omonima zona;
- lo Stadio Santa Maria Goretti, situato al Villaggio Santa Maria Goretti e destinato al rugby.